# Antonino Murmura
Antonino Murmura (Vibo Valentia, 29 novembre 1926 – Vibo Valentia, 8 dicembre 2014) è stato un politico italiano.

## Biografia
Si è laureato nel 1947 in giurisprudenza con 110/110 presso l'Università degli Studi di Napoli Federico II di Napoli con una tesi intitolata "Il potere di grazia". Esponente della Democrazia Cristiana, fu eletto sindaco di Vibo Valentia nel 1952, consigliere e assessore provinciale nel 1960, e di nuovo sindaco nel 1964. Eletto Senatore della Repubblica nel 1968, è stato riconfermato per sette legislature fino al 1994. È stato dal 1998 al 2001 componente, presso il Dipartimento Affari Regionali e le Autonomie Locali della Presidenza del Consiglio dei ministri, della Commissione Stato-Regione della Valle d'Aosta per le norme di attuazione dello Statuto Regionale.
Negli stessi anni ha partecipato ai lavori per la riforma dello Statuto Regionale della Calabria su designazione dell'Ufficio di Presidenza del Consiglio Regionale. Viene nominato nel 2004 Presidente dell'Ente Parco Regionale delle Serre in Calabria, al momento della istituzione del Parco. È stato avvocato cassazionista e amministrativista, e ha svolto attività pubblicistica su riviste giuridiche e sulla stampa specializzata nelle materie amministrative. Componente del Comitato di redazione di Nuova Rassegna, ha seguito le novità dell'ordinamento giuridico, nella difesa dei valori e dei principi fondamentali della Costituzione Italiana.
Convinto meridionalista ed erede della tradizione sociale che ha profondamente caratterizzato la storia della sinistra democristiana, è stato un riferimento riconosciuto per attività in favore del mezzogiorno e delle fasce più deboli della popolazione. Nel maggio 2012 ha aderito al Partito Democratico.

## Incarichi istituzionali
Presidente della 1ª Commissione Affari Costituzionali del Senato dal 1977 al 1983, e Presidente del Comitato Pareri della Prima Commissione in tutte le legislature dal 1979 al 1992. Ha sempre fatto parte, durante l'attività parlamentare, della Prima Commissione Affari Costituzionali, della Presidenza del Consiglio, del Ministero dell'Interno e dell'Ordinamento Generale dello Stato, nonché di altre Commissioni Bicamerali, tra cui la Commissione Bicamerale antimafia e la Commissione di controllo sui servizi segreti. Nominato nel 1986 Sottosegretario di Stato al Ministero della marina mercantile, e nel 1992 Sottosegretario di Stato al Ministero dell'interno.

## Attività parlamentare
Relatore di numerosi disegni di legge, i più importanti dei quali sono il Bilancio della Presidenza del Consiglio e del Ministero dell'Interno per più anni, la istituzione del Tribunale Amministrativo Regionale (T.A.R.) e delle Sezioni Regionali della Corte dei Conti, il riordino delle carriere nella Pubblica Amministrazione, la riforma della Polizia di Stato, le varie leggi sull'editoria, la riforma della Presidenza del Consiglio, la istituzione del Dipartimento della Protezione Civile, la legge sulle autonomie locali, il riordino del Consiglio di Stato, dell'Avvocatura dello Stato, della Corte dei Conti, la riforma del processo amministrativo, la istituzione della Direzione Investigativa Antimafia (D.I.A.), nonché il potenziamento dei più importanti Ministeri e del reticolo autonomistico. A seguito di un suo disegno di legge del 1968, nel 1992 fu finalmente istituita la Provincia di Vibo Valentia sanando un'annosa disputa locale.